# Cybi
Cybi (en galés) o Cuby (en córnico) (Cornualles, c. 483 - Caergybi, 8 de noviembre de 555) fue obispo y rey de Gales, aunque renunció pronto al trono. Su vida y obras se relatan de forma ligeramente diferente en dos hagiografías medievales. Se le venera como santo en diversas confesiones cristianas.

## Vida en Cornualles
Se le supone nacido hacia el año 483. De acuerdo con la Vita Sanctii Kebii (del siglo XII), fue hijo de Salomón de Cornualles, un príncipe guerrero que se cree que fue rey de Cornualles. En Bonedd y Saint (Genealogías de los Santos), el nombre de su padre aparece en forma galesa como Selyf. Cybi fue educado en el cristianismo celta y en su juventud peregrinó a Roma y Jerusalén. Fue ordenado sacerdote y obispo, pero cuando volvió a casa descubrió que su padre había fallecido y que por lo tanto se había convertido en rey de Cornualles. Cybi abdicó pronto del trono y empezó a viajar por el reino, predicando y construyendo iglesias en Duloe, Tregony, Cubert y Landulph.

## Vida en Gales

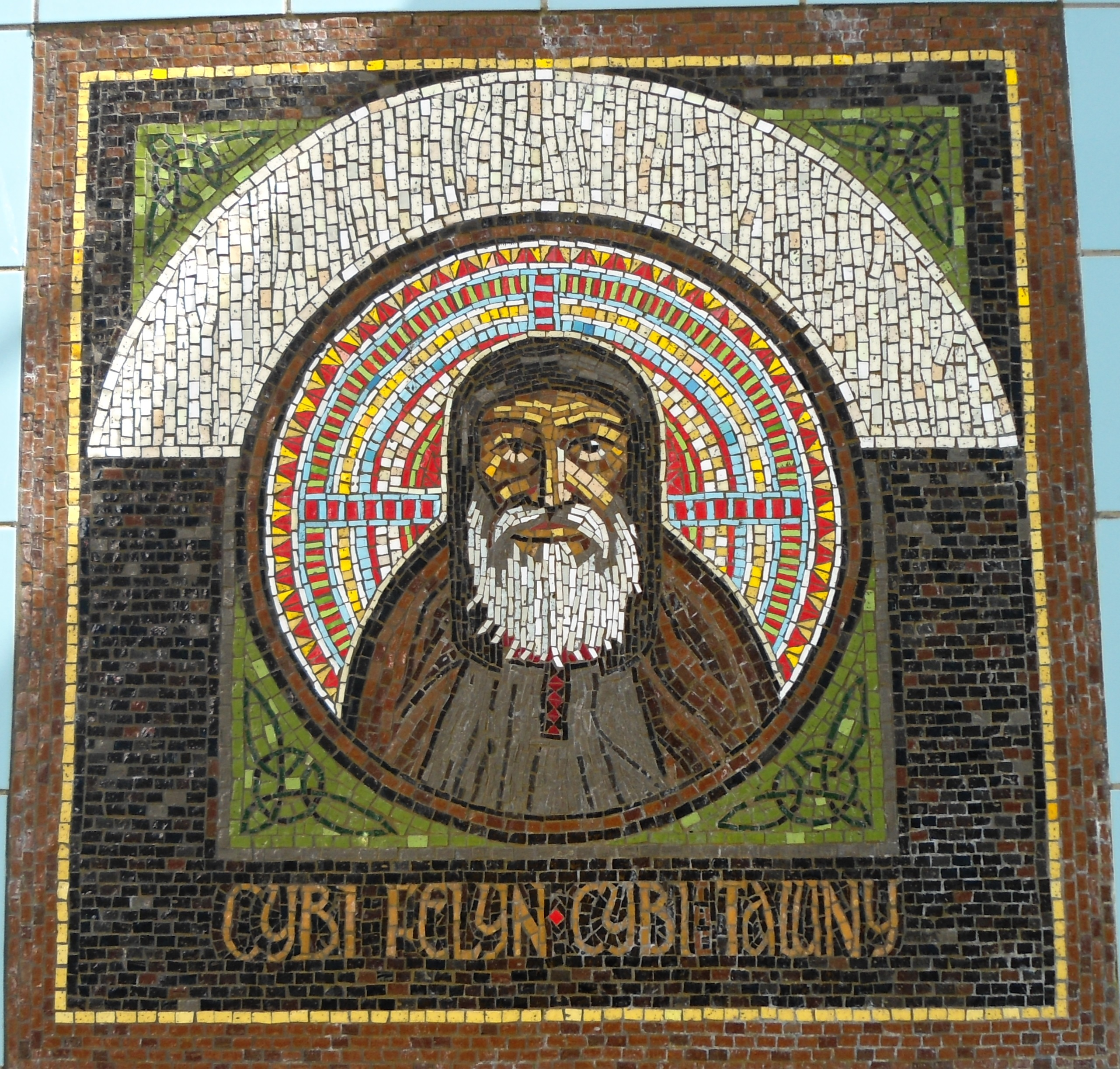
Retrato en mosaico de San Cybi del artista Gary Drostle creado en 2006.

Posteriormente se trasladó al sur de Gales, y fundó iglesias en Llangybi-ar-Wysg, cerca de Caerleon, y en Llanddyfrwyr-yn-Edeligion, antes de pasar una temporada con San Enda en la isla de Aran, al oeste de Irlanda. Viajó al norte de Gales y se estableció un tiempo en Llangybi, en la península de Llŷn. El rey Maelgwn Hir ap Cadwallon le donó un viejo fuerte romano en una isla al oeste de Ynis Môn (la isla de Anglesey en la forma inglesa); de entonces en adelante, el fuerte recibió el nombre galés de Caergybi, el "Fuerte de Cybi", y la isla donde estaba situado se convirtió en Ynys Gybi, la Isla de Cybi, donde fundó un gran monasterio. Años después, en el lugar donde estaba éste se construyó la iglesia parroquial, y a su alrededor se formó un pueblo que en la actualidad tiene más de 10 000 habitantes (Caergybi, Holyhead en inglés).
Cybi fue un gran amigo de San Seiriol. La leyenda cuenta que en sus viajes para verlo eran siempre de cara al sol, y el rostro bronceado que adquirió hizo que se le llamara Cybi Felyn, Cybi el Bronceado. Está documentada la presencia del santo en el sínodo de Llanddewi Brefi del año 545.
Cybi murió el 8 de noviembre de 555 y fue enterrado en la Capel y Bedd (Capilla de la Tumba) de su monasterio. La iglesia celebra su festividad el 8 de noviembre (el 13 de agosto en Cornualles).